# 泰夜蛾属
泰夜蛾属（学名：Tycracona）为夜蛾科的一个属。

## 下属物种
本属包括以下物种：
- 泰夜蛾 Tycracona obliqua Moore, 1882